# Eugene Burdick
Eugene Leonard Burdick (geboren am 12. Dezember 1918 in Sheldon (Iowa); gestorben am 26. Juli 1965 in Los Angeles) war ein US-amerikanischer Politikwissenschaftler und Autor.
Burdick war Co-Autor von The Ugly American (deutsch Der häßliche Amerikaner, 1958) und Fail Safe (deutsch: Feuer wird vom Himmel fallen, 1962). Beide Romane wurden Bestseller und Vorlage erfolgreicher Kinofilme, Der häßliche Amerikaner mit Marlon Brando in der Hauptrolle kam 1963 ins Kino, Fail Safe als Angriffsziel Moskau 1964, mit Henry Fonda in der Rolle des US-Präsidenten (Regie: Sidney Lumet).

## Leben
Im Alter von vier Jahren zog Burdick mit seinen Eltern nach Los Angeles. Er besuchte die Stanford University und die University of Oxford, promovierte in Psychologie und arbeitete an der Fakultät für Politikwissenschaften an der University of California. Im Jahr 1956 wurde sein erster Roman The Ninth Wave veröffentlicht. Gegen Ende der 1950er Jahre war er eines der ersten Mitglieder der Society for General Systems Research. Er starb 1965 im Alter von 46 Jahren an einem Herzinfarkt.

## Bibliografie
Romane
- The Ninth Wave (1956)
- The Ugly American (1958, mit William J. Lederer)
  - Deutsch: Der hässliche Amerikaner. Übersetzt von Elisabeth und Hans Herlin. Nannen, Hamburg 1959, DNB 452743249.
- The Blue of Capricorn (1961)
- Fail-Safe (1962; mit Harvey Wheeler)
  - Deutsch: Feuer wird vom Himmel fallen. Harvey Wheeler. Übersetzt von Werner von Grünau. Fretz & Wasmuth, Zürich 1963, DNB 572567219.
- The 480 (1964)
  - Deutsch: Mister Amerika. Übersetzt von Ute König. Kindler, München 1971, ISBN 3-463-00466-6.
- Nina's Book. 1965, S. 398.
- Sarkhan (1966, mit William J. Lederer)
  - Deutsch: Sarkhan. Elisabeth und Hans Herlin. Nannen, Hamburg 1966, DNB 457379693.
  - 1977 neu veröffentlicht als The Deceptive American

Kurzgeschichten
- Log the Man Dead (in: Argosy, May 1953)